# بلایدرسدورف
بلایدرسدورف (به آلمانی: Bliedersdorf) یک شهر در آلمان است که در Horneburg واقع شده‌است. بلایدرسدورف ۱٬۶۳۸ نفر جمعیت دارد.